# São Bernardo (Aveiro)
São Bernardo is een plaats (freguesia) in de Portugese gemeente Aveiro en telt 4 079 inwoners (2001).